# Life Looks Better in Spring
Life Looks Better in Spring är en sång av Nasos Lambrianides och Melis Konstantinou som tävlade för Cypern i Eurovision Song Contest 2010 i Oslo den 27 maj. Bidraget gick vidare till final, och slutade på 21:a plats på 27 poäng. Låten vann den cypriotiska uttagningen den 7 februari 2010 i Nicosia. 

## Listplacering
| Chart (2010)          | Topplacering |
| --------------------- | ------------ |
| Brittiska indielistan | 22           |